# Serge Vandercam
Serge Vandercam, né le 30 mars 1924 à Copenhague et mort le 10 mars 2005 à Wavre, est un photographe, peintre et sculpteur belge.

## Biographie
Proche du mouvement surréaliste, il rejoint le groupe CoBrA en 1949. L'œuvre de Vandercam s'inscrit dans la volonté de recherche expérimentale, de pluridisciplinarité et du goût pour les arts primitifs caractéristiques du mouvement CoBrA : photographe, peintre, céramiste, sculpteur… Vandercam est un créateur audacieux. Son intérêt pour la poésie et l'écriture le fait collaborer avec de nombreux écrivains, dont notamment le poète Joseph Noiret, ou Marcel et Gabriel Piqueray.
Professeur à l’École Supérieure des Arts Visuels de la Cambre (1979-1989), il dirige l'école des Beaux-Arts de Wavre de 1981 à 1989.

## Famille
Serge avait un frère Jules qui lui-même a eu quatre enfants : Michel, Nicole, Catherine et Didier et il a eu trois petits enfants Quentin, Pauline et Egine.
Serge avait une femme, Talia.

## Expositions
- Galerie 2016 et Mira (Bruxelles), 2 février-30 mars 2003, avec Maryvonne Collot[1].
- Serge Vandercam, du regard à la main, BAM (Mons), 24 avril - 29 août 2010.
- François Jousselin, Charles Semser, Serge Vandercam, Hugh Weiss, musée des beaux-arts d'Anvers, mars 1969.

## Collections publiques
- 1979 : La Fleur unique - les Oiseaux émerveillés, station Joséphine-Charlotte du Métro de Bruxelles.
- 1984 : Lieu, Musée d'art contemporain en plein air du Sart Tilman, université de Liège, avec le poète Joseph Noiret (1927-2012)